# Ruhije Zogu
Princezna Ruhije Zogu (1906 Burgajetský hrad – 1948 Cannes) byla albánská princezna.

## Život
Byla dcerou Džemala Paši Zogolli a Sadije Toptani a jednou ze šesti sester krále Zoga I. Albánského. Když se její bratr v roce 1928 stal panovníkem, jí i jejím sourozencům byl udělen titul princ a princezna Zogu.
Na rozdíl od svých dvou nejstarších sester, princezny Adile Zogu a Nafije Zogu, které byly na veřejnosti vídány jen zřídka, svěřil král svým čtyřem mladším sestrám oficiální reprezentační role. V prvních letech jeho vlády žily princezny tradičním, od okolního světa izolovaným životem v královském palácovém komplexu a jen málokdy se objevovaly mimo rodinný okruh. To se změnilo až v roce 1936 při svatbě princezny Senije. Od tohoto roku král pravidelně pořádal slavnostní královské plesy a vysílal své čtyři mladší sestry na oficiální reprezentační akce: princezna Senije dostala na starost úkoly v oblasti zdravotnictví, Ruhije Zogu v oblasti vzdělávání, Myzejen Zogu v oblasti kultury a Maxhide Zogu se věnovala úkolům v oblasti sportu. Aby byly na tyto úkoly připraveny, dostávaly lekce hry na klavír, tance, jazyků a jízdy na koni a podnikaly cesty do západní Evropy, kde se proslavily svými nákladnými nákupními výpravami. Když král v roce 1937 zakázal nošení hidžábu, postaral se o to, aby se jeho sestry objevovaly na veřejnosti bez závojů a v západní módě, jako vzory pro ostatní ženy.
Před královou svatbou v roce 1938 podnikly tři nejmladší princezny cestu do USA, kde se jim dostalo značné pozornosti.

### Exil
V roce 1939 opustila Albánii spolu se zbytkem královské rodiny po vypuknutí druhé světové války a v roce 1940 následovala sesazeného monarchu do Velké Británie. Ona i ostatní sestry, kromě Adile, následovaly Zoga v roce 1946 do Egypta. Zemřela v roce 1948.